# Kanton Saint-Malo-Sud
Der Kanton Saint-Malo-Sud war von 1967 bis 2015 ein französischer Wahlkreis im Arrondissement Saint-Malo, im Département Ille-et-Vilaine und in der Region Bretagne; sein Hauptort war Saint-Malo.

## Geschichte
Der Kanton entstand 1967 durch die Aufspaltung des bisherigen Kantons Saint-Malo in zwei Kantone. 2015 wurde der Kanton aufgelöst.

## Lage
Der Kanton lag im Nordwesten des Départements Ille-et-Vilaine. 

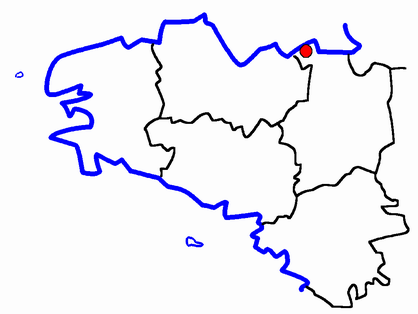
Lage des Kantons Saint-Malo-Sud innerhalb der Bretagne

## Gemeinden
Der Kanton Saint-Malo-Sud umfasste zwei Gemeinden sowie dem südlichen Teil der Stadt Saint-Malo (ca. 18.900 Einwohner):
| Gemeinde                | Bretonisch           | Einwohner (2022) | Fläche (km²) | Code postal | Code Insee |
| ----------------------- | -------------------- | ---------------- | ------------ | ----------- | ---------- |
| La Gouesnière           | Gouenaer             | 2.000            | 8.74         | 35350       | 35122      |
| Saint-Jouan-des-Guérets | Sant-Yowan-an-Havreg | 2.816            | 9.24         | 35430       | 35284      |
| Saint-Malo (teilweise)  | Sant-Maloù           | -                | unbekannt    | 35400       | 35288      |
| Kanton                  | Sant-Maloù-Su        | 23.198           | unbekannt    | -           | 3539       |

## Politik
Der Kanton hatte bis zu seiner Auflösung folgende Abgeordnete im Rat des Départements:  
| Vertreter im conseil général des Départements | Vertreter im conseil général des Départements | Vertreter im conseil général des Départements |
| Amtszeit                                      | Name                                          | Partei                                        |
| --------------------------------------------- | --------------------------------------------- | --------------------------------------------- |
| 1967–1977                                     | Marcel Planchet                               | CD                                            |
| 1977–1979                                     | Alain Roman                                   | PS                                            |
| 1979–1985                                     | Robert Desnos                                 | UDF                                           |
| 1985–1998                                     | Marcel Planchet                               | DVD                                           |
| 1998–2011                                     | Jacky Le Menn                                 | PS                                            |
| 2011–2012                                     | Gilles Lurton                                 | UMP                                           |
| 2012–2015                                     | Christine Lequertier                          | DVD                                           |